# Бедфорд-авеню (линия Канарси, Би-эм-ти)
|   |   |   |   |
| · | · | · | · |

|   |   |   |   |
| · | · | · | · |

«Бедфорд-авеню» (англ. Bedford Avenue) — станция Нью-Йоркского метрополитена, расположенная на линии Канарси, Би-эм-ти. Станция находится на пересечении Бедфорд-авеню и Северной 7-й улицы в Бруклине. На станции останавливается маршрут L (круглосуточно). Эта станция является одной из самых загруженных в Бруклине: в 2011 году она обслужила 7,7 миллионов пассажиров.
Станция была открыта 21 сентября 1924 года в составе первой очереди линии. Несмотря на то что все станции южнее Broadway Junction были открыты ещё в 1906 году, тогда они не входили в состав этой линии, поэтому считается, что очередь 1924 года является первой.
Пассажиропоток на станции не всегда был столь огромным. Резкое его возрастание наблюдается с 2000 года, когда станция обслуживала в среднем в день чуть более 10 000 пассажиров. С тех пор этот район благоустраивался: строились новые дома, что в свою очередь привлекало людей и они селились здесь. За семь лет (к 2007 году) пассажиропоток возрос более чем на 50% и стал составлять уже около 16 000 пассажиров в сутки. В 2008 году в сутки станция обслуживала уже 18 000 человек, что сделало её 53-й по загруженности во всей системе и одной из самых загруженных в Бруклине.
Рост пассажиропотока на линии в целом (благодаря также и этой станции) делает проезд дискомфортным как для пассажиров, так и для работников метрополитена. Поезда L ходят переполненными чуть ли не 24 часа в сутки. В 2011 году станция обсужила более 7 миллионов человек, т. е. в среднем по 22,5 тысячи пассажиров в сутки. Управляющая компания МТА осознает масштабность проблемы и всячески старается разгрузить как отдельные станции, так и линию в целом.
Станция представлена одной островной платформой. Платформы оформлены стандартным образом: стены отделаны плиткой. Под потолком есть мозаичный орнамент. Название станции также выложено мозаикой на стенах и на колоннах.
Станция имеет два выхода, расположенные с обоих концов станции. Западный (круглосуточный) выход приводит к перекрёстку Бедфорд-авеню и Северной 7-й улицы, а восточный — к перекрёстку Бедфорд-авеню и Дригз-авеню.

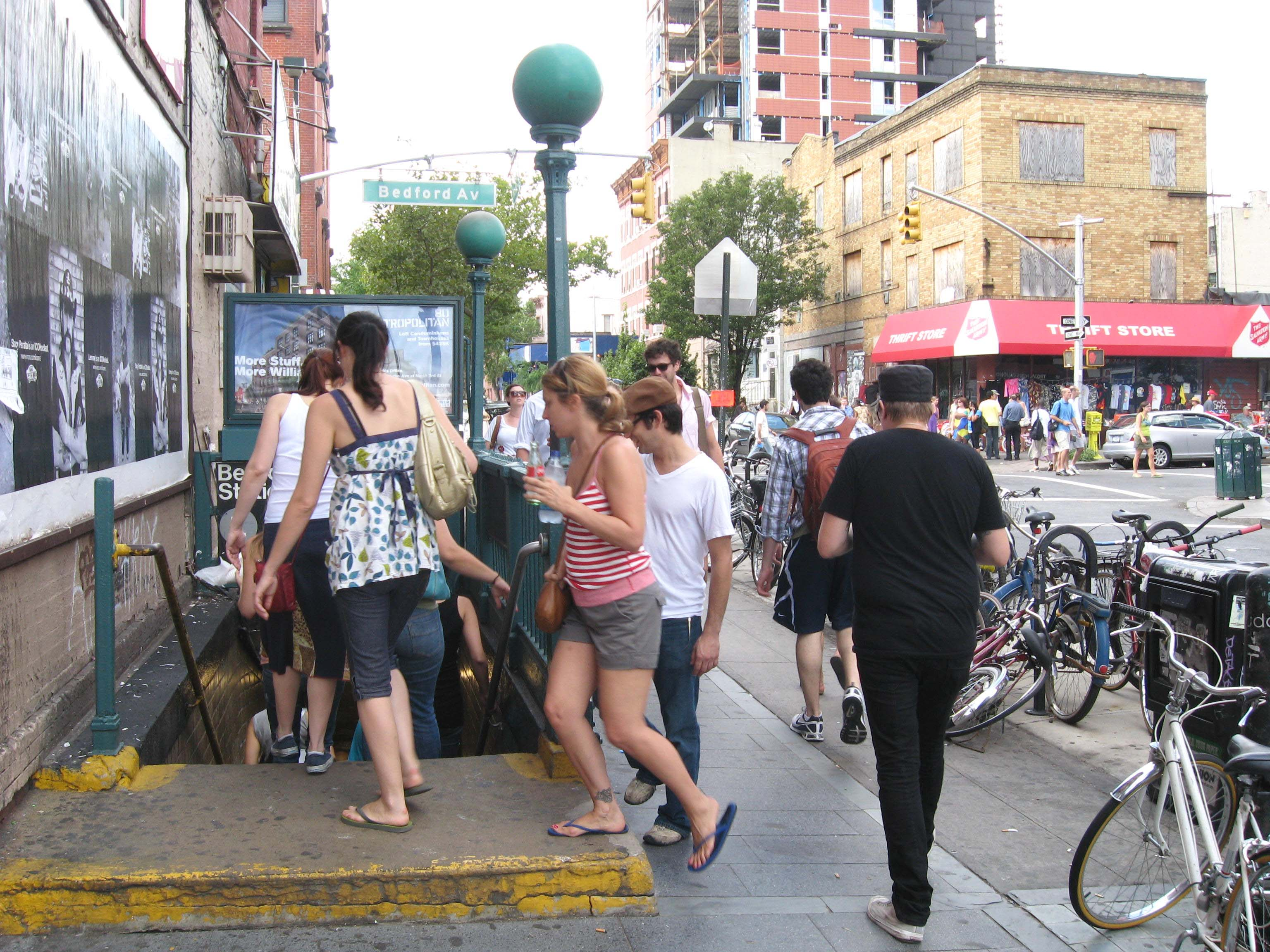
Вход на станцию
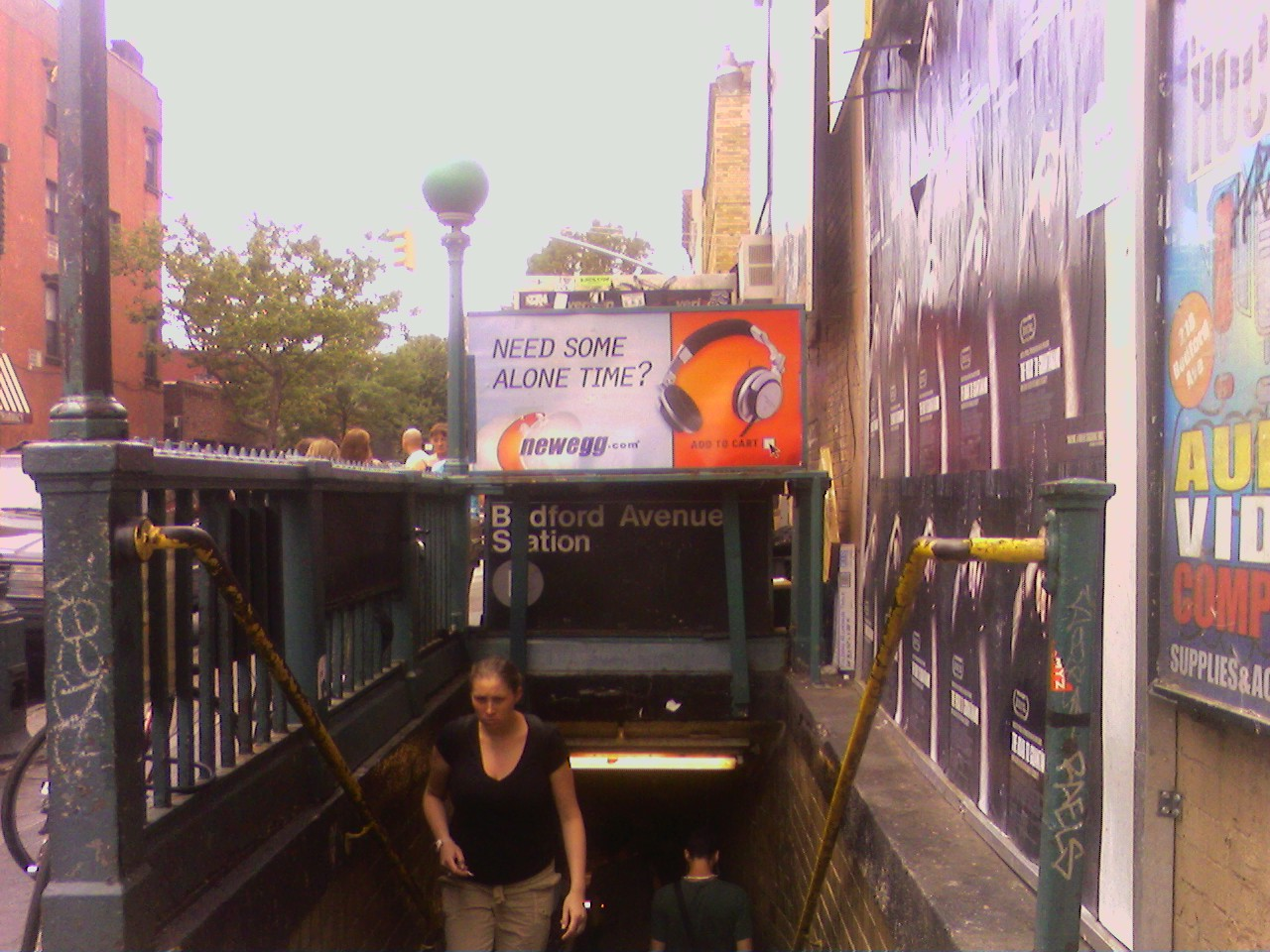
Ещё один вход